# 2048 Dwornik
A 2048 Dwornik (ideiglenes jelöléssel 1973 QA) egy kisbolygó a Naprendszerben. Eleanor F. Helin fedezte fel 1973. augusztus 27-én.